# Washington Star

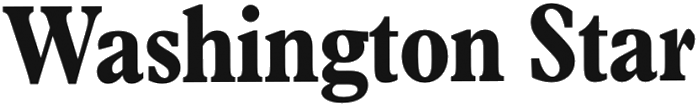
Logo

The Washington Star war eine US-amerikanische Abendzeitung aus Washington, D.C., die 1852 als Daily Evening Star gegründet und 1854 in Evening Star umbenannt wurde. Den Namen Washington Star, den die Zeitung zuvor umgangssprachlich trug, führte sie von 1975 bis zur letzten Ausgabe im Jahr 1981. Die Zeitung war bis in die 1950er-Jahre meist die wichtigste Zeitung der Stadt. Ihre Ausrichtung war konservativ.

## Geschichte
1852 wurde die Zeitung unter dem Namen Daily Evening Star von dem Drucker Joseph Borrows Tate gegründet. Zwei Jahre später wurde die Werktagsausgabe in Evening Star umbenannt, während die Sonntagsausgabe den Namen Sunday Star führte. Die Zeitung ging durch mehrere Hände, bis sie 1867 an eine Besitzergruppe um Crosby Noyes, Samuel Kauffmann und George Adams verkauft wurde. Noyes war Starreporter der Zeitung und leitete die Nachrichtenredaktion. In den 1930er Jahren stieg die Zeitung auch in das aufkommende Radiogeschäft ein und besaß zeitweise mehrere Radiosender.
Erst in den 1970er-Jahren etablierte sich der Name Washington Star. Mit Übernahme der Washington Daily News erhielt die ab 13. Juli 1972 erscheinende kombinierte Ausgabe zunächst den Namen The Evening Star and the Washington Daily News, der ein Jahr später zu Washington Star-News verkürzt und 1975 in Washington Star geändert wurde. In dieser Zeit war die Zeitung auch Hauptprotagonist der Muldergate-Affäre in den USA. Der südafrikanische Informationsminister Cornelius Petrus Mulder versuchte im Auftrag seiner südafrikanischen Regierung ab 1973 mit erheblichem finanziellem Aufwand die öffentliche Meinung über das Apartheidsregime mit einer Reihe verdeckter Propagandamaßnahmen gezielt zu beeinflussen. In den USA sollte über einen Mittelsmann der Washington Star bestochen werden. Die Propagandamaßnahmen wurden durch investigative Journalisten aufgedeckt.
Über Jahrzehnte war der Washington Evening Star in Washington, D.C., die auflagenstärkste Zeitung. Nach der Übernahme des Washington Times-Herald durch die Washington Post im Jahr 1954 stieg die Auflage der Washington Post allerdings auf rund 383.000 Exemplare pro Tag, während die Auflage des Washington Evening Star leicht rückläufig war. Im folgenden Jahr war die Auflage der Washington Post erstmals höher als die des Washington Evening Star, der allerdings noch deutlich mehr Einnahmen aus dem Anzeigengeschäft verbuchen konnte. Dies änderte sich 1959 und 1971 lag der Anzeigenumsatz der Washington Post bereits doppelt so hoch wie der des Washington Star.
Ab 1970 schrieb der Washington Evening Star Verluste, die sich bis Mitte der 1970er-Jahre auf ein Defizit von rund einer Million US-Dollar pro Jahr ausweiteten. Die Eigentümerfamilien Noyes, Kauffmann und Adams begannen, nach einem Investor zu suchen. Ein Angebot von John P. McGoff lehnten sie aufgrund dessen Sympathien für die Apartheidsregierung Südafrikas ab, fanden jedoch 1974 mit Joe L. Allbritton einen weiteren finanzkräftigen Interessenten. Die von Allbritton zu diesem Zweck gegründete Gesellschaft Perpetual Corporation of Delaware erwarb im Juli 1974 für fünf Millionen Dollar zunächst 10 % der Anteile an der Washington Star Communications Inc, die neben dem Washington Evening Star auch Lokalzeitungen sowie regionale TV- und Radiostationen betrieb. In den folgenden Jahren erwarb Allbritton schrittweise weitere Anteile, während zugleich Einsparungen und Entlassungen vorgenommen wurden. Im zweiten Quartal 1977 wurde mit rund 0,5 Millionen Dollar erstmals wieder ein positives Betriebsergebnis erreicht, während die TV- und Radiosender rund fünf Millionen einbrachten. Die FCC hatte Allbritton allerdings bereits im Dezember 1975 die Auflage gemacht, die im selben Markt tätigen Sender bis 1978 zu verkaufen. Die Radiostation WMAL wurde noch 1977 an ABC Radio veräußert.
Am 3. Februar 1978 vereinbarten Joe L. Allbritton und die Time Inc. den Verkauf des Washington Evening Star an Time Inc für 20 Millionen US-Dollar und die Übernahme laufender Kredite. Allbritton behielt die drei Fernsehsender WMAL-TV in Washington, D.C., WLVA-TV in Lynchburg und WCIV in Charleston. Der Washington Star war indes ab 1978 wieder defizitär. Die Auflage belief sich zwischen April und September 1978 an Werktagen auf durchschnittlich 349.475 Exemplare und an Sonntagen auf 336.880 Exemplare.
Im Juli 1979 wurde eine Morgenausgabe des bislang ausschließlich Abends erscheinenden Washington Evening Star eingeführt, um auf die veränderten Lesegewohnheiten zu reagieren, die auch zum Erfolg der morgens erscheinenden Washington Post beigetragen hatten. Die Auflage der nun als Washington Star vermarkteten „Ganztageszeitung“ stieg 1979 nur kurz und sank bis 1981 auf 323.000 Exemplare.
Am 7. August 1981 stellte die Zeitung ihren Betrieb ein und meldete Insolvenz an. Die Washington Post übernahm Grundstück, Immobilien und Druckhaus der Zeitung.
Beim Washington Star arbeiteten u. a. die Kolumnistin Mary McGrory, der Auslandskorrespondent Andrew Borowiec, der politische Karikaturist Pat Oliphant sowie der Pulitzer-Preisträger und Cartoonist Clifford K. Berryman.